# Équipe des États-Unis de rugby à XV des moins de 20 ans
L’équipe des États-Unis des moins de 20 ans est constituée par une sélection des meilleurs joueurs américains de rugby à XV de moins de 20 ans, sous l'égide de la fédération américaine de rugby à XV.
Elle est également désignée en tant que AIG Men's Junior All-Americans pour des raisons de parrainage.

## Histoire
L'équipe des États-Unis des moins de 20 ans est créée en 2008, remplaçant les équipes des États-Unis des moins de 21 ans et des moins de 19 ans à la suite de la décision de l'IRB en 2007 de restructurer les compétitions internationales junior. Elle participe chaque année au championnat du monde junior ou au Trophée mondial junior suivant son classement.
Depuis 2012, la sélection est désignée en tant que AIG Men's Junior All-Americans pour des raisons de sponsoring avec la compagnie d'assurance américaine AIG,.
Les jeunes Américains remportent le Trophée mondial des moins de 20 ans lors de l'édition 2012 (en), disputée « à domicile » dans la ville de Murray ; l'équipe américaine devient ainsi la première nation remportant le trophée alors que la compétition se dispute sur son propre territoire. Promus dans le Championnat du monde 2013, ils finissent derniers et ne parviennent donc pas à se maintenir dans la compétition phare de la catégorie d'âge.
Ils obtiennent une troisième place au Trophée mondial 2014 et finissent cinquièmes en 2016 mais ratent la qualification sur les trois éditions suivantes, au profit de leur rival canadien.

## Palmarès
- Trophée mondial de rugby à XV des moins de 20 ans :
  - Vainqueur : 2012 (en)
  - Finaliste : 2009 (en)
  - Troisième : 2014